# Charles Bulfinch

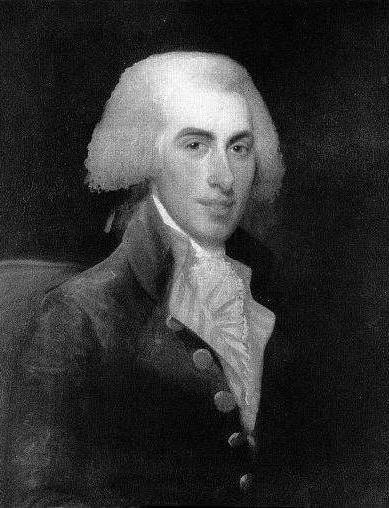
Porträt von Charles Bulfinch

Charles Bulfinch (* 8. August 1763 in Boston, Province of Massachusetts Bay; † 15. April 1844 ebenda) war ein US-amerikanischer Architekt. Er wird als der erste in den USA geborene Mensch angesehen, der die Architektur zu seinem Beruf machte.
Bulfinch arbeitete sowohl in seiner Geburtsstadt Boston als auch in Washington, D.C., wo er als Commissioner of Public Building die Rotunde des United States Capitol sowie die darüber befindliche Kuppel fertigstellte. Seine Werke sind bekannt für ihre Schlichtheit, Balance und ihr gutes Aussehen – mit ihnen wurde der Federal Style begründet, der die US-amerikanische Architektur des 19. Jahrhunderts dominierte.

## Frühes Leben

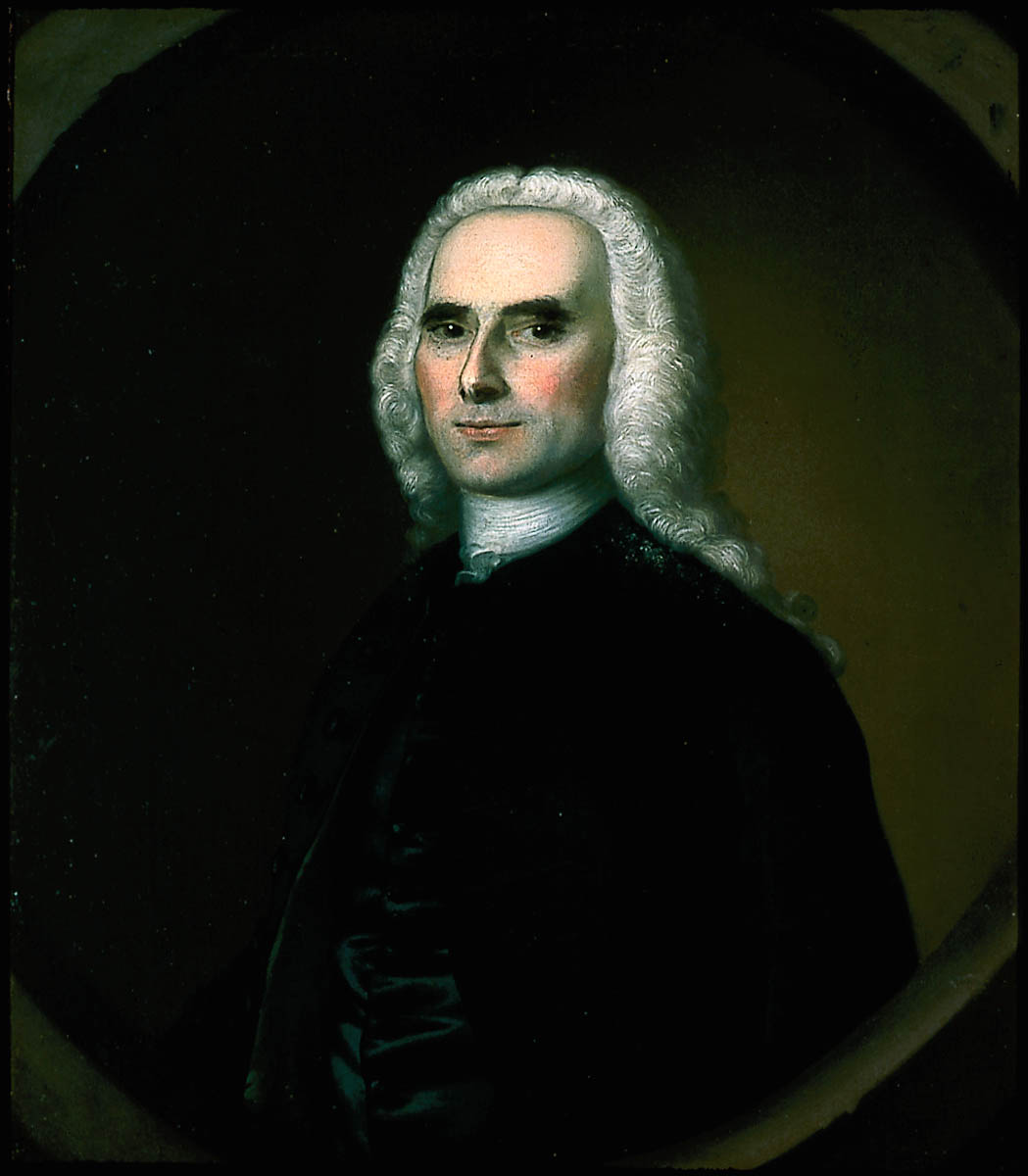
Thomas Bulfinch (Vater von Charles), ca. 1757

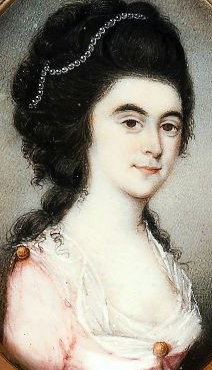
Hannah Apthorp (Mrs. Charles Bulfinch), ca. 1788

Charles Bulfinch wurde als Sohn des bekannten Mediziners Thomas Bulfinch und seiner Frau Susan Apthorp am 8. August 1763 in Boston geboren. Er besuchte zunächst die Boston Latin School und später die Harvard University, an der er 1781 einen Bachelor und 1784 einen Masterabschluss erhielt.
Anschließend absolvierte er von 1785 bis 1787 eine Grand Tour durch Europa, wo er durch die klassische Architektur in Italien und in England durch die Revolutionsarchitektur unter anderem von Christopher Wren, Robert Adam und William Chambers beeinflusst wurde. Thomas Jefferson war in Europa so etwas wie sein Mentor, wie er es selbst später für Robert Mills war.
Mit seiner Rückkehr in die Vereinigten Staaten im Jahr 1787 wurde er zum Befürworter und Bewerber der Weltreise der Columbia Rediviva unter dem Kommando von Robert Gray. Es war das erste US-amerikanische Schiff, das die Welt vollständig umrundete. Im Jahr 1788 heiratete er seine Cousine ersten Grades Hannah Apthorp. Zu ihren Söhnen zählen Thomas Bulfinch (1796–1867), Autor von Bulfinch’s Mythology, und der unitarische Pfarrer und Autor Stephen Greenleaf Bulfinch (1809–1870). 1791 wurde Bulfinch in die American Academy of Arts and Sciences gewählt.

## Karriere

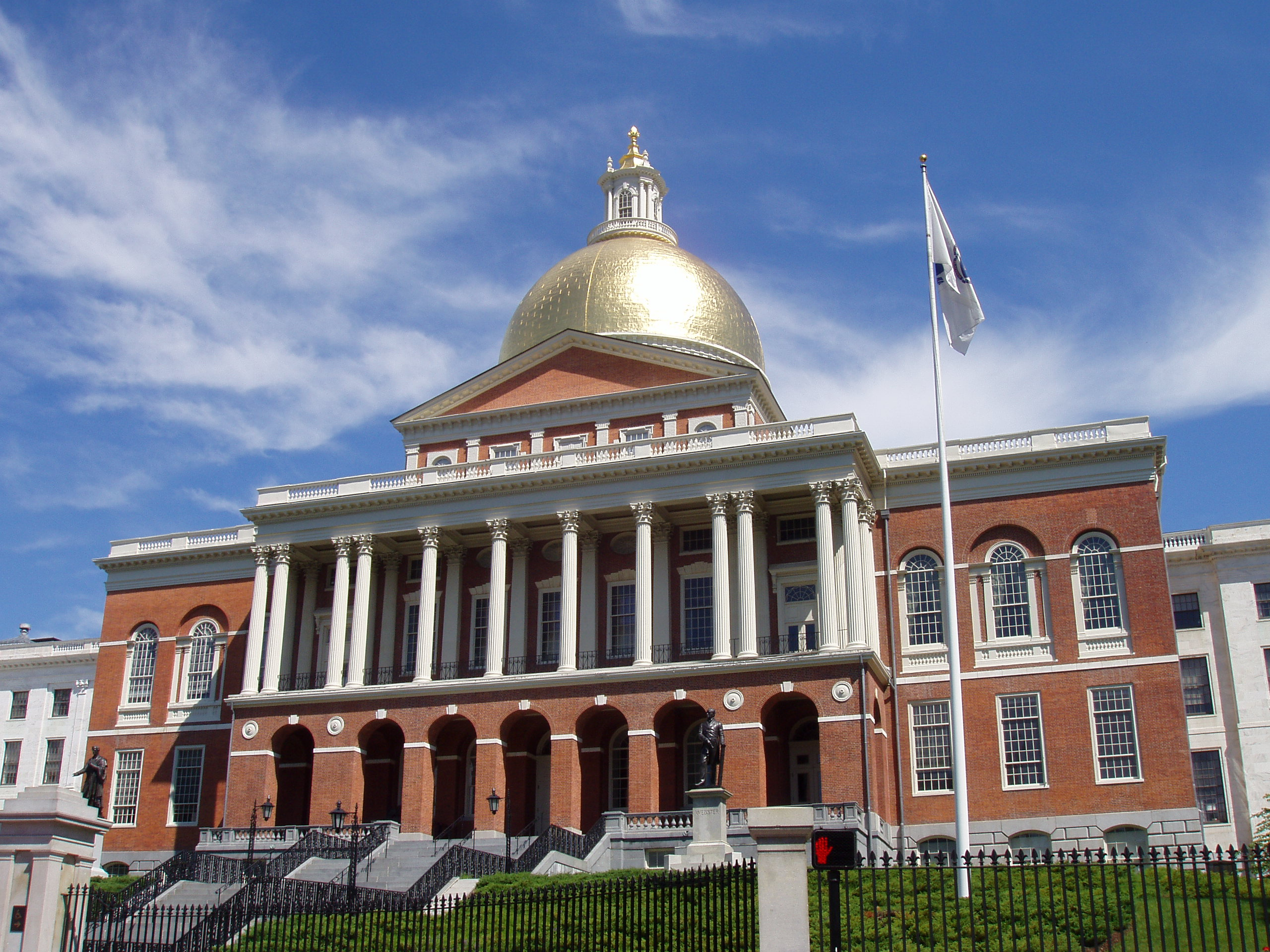
Das Massachusetts State House, 1798 vollendet

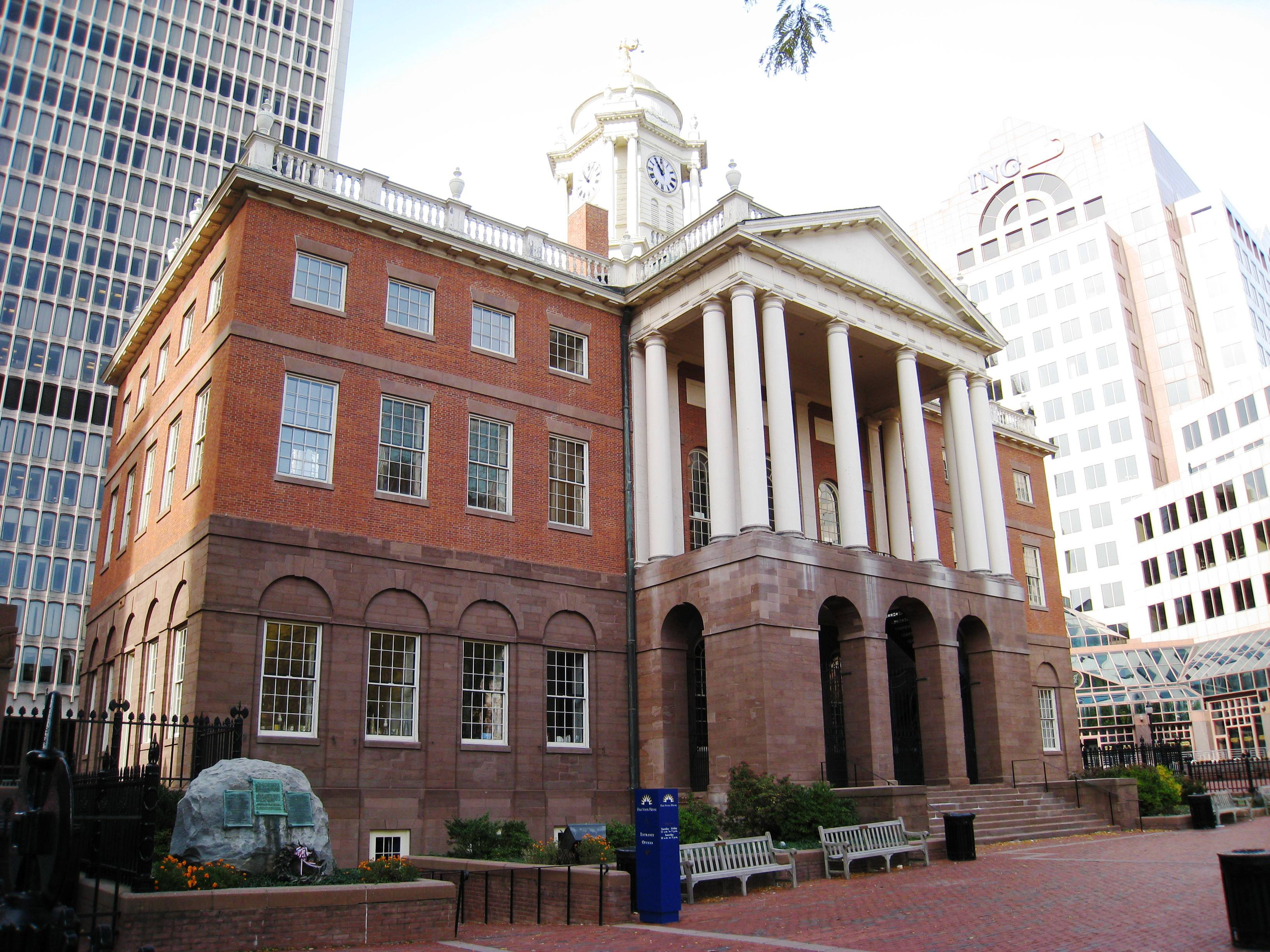
Das Old Connecticut State House, erbaut im Jahr 1796

Das erste von Bulfinch konzipierte Gebäude war die Hollis Street Church im Jahr 1788. Zu seinen frühen Werken zählen darüber hinaus eine Denkmalreihe zur Amerikanischen Revolution auf dem Beacon Hill (1789), das Federal Street Theatre (1793), das teilweise am Royal Crescent von John Wood angelehnte Tontine Crescent (1793–1794, heute nicht mehr existent), das Old State House in Hartford (1796) sowie das Massachusetts State House (1798).
Im Laufe von zehn Jahren baute Bulfinch eine erstaunliche Vielzahl privater Wohnhäuser in Boston und Umgebung, darunter den Pleasant Hill von Joseph Barrell (1793), drei Häuser für Harrison Gray Otis (1796, 1800, 1806) sowie das John Phillips House (1804). Außerdem errichtete er mehrere Kirchengebäude in Boston, wovon heute lediglich die St. Stephen’s Church (erbaut 1802–1804) noch steht.
Von 1791 bis 1795 sowie von 1799 bis 1817 war Bulfinch Mitglied im Bostoner Board of Selectmen, wobei er in der zweiten Periode dessen Vorsitz übernahm. Daneben war er Superintendent der Bostoner Polizei und sorgte für die Verbesserung der Straßen, Entwässerung und Beleuchtung. Unter seiner Anleitung wurden sowohl die Infrastruktur als auch das Verwaltungszentrum der Stadt in einen würdevollklassischen Stil umgewandelt. Bulfinch war verantwortlich für das Design des Boston Common, die Neugestaltung und den Ausbau der Faneuil Hall und den Bau des India Wharf. In seiner Bostoner Zeit entwarf er ebenfalls das Massachusetts State Prison (1803), den Boylston Market (1810), die University Hall der Harvard University (1813–1814), das Meeting House in Lancaster (1815–1817) sowie einen Flügel (Bulfinch Building) des Massachusetts General Hospital (1818), dessen Fertigstellung von Alexander Parris geleitet wurde, der in Boston für Bulfinch arbeitete, als dieser nach Washington gerufen wurde.
Trotz seiner vielfältigen Aktivitäten und seines Engagements in der Stadtverwaltung war Bulfinch mehrere Male insolvent, zum ersten Mal im Jahr 1796. Den Monat Juli des Jahres 1811 verbrachte er aufgrund nicht bezahlter Schulden als Sträfling in einem Gefängnis, das er ironischerweise selbst entworfen hatte. Seine Arbeit als Selectman wurde nicht entlohnt, und für den Entwurf und die Bauaufsicht des State House erhielt er lediglich 1.400 US-Dollar.
Im Sommer 1817 fielen Bulfinchs Rollen als Selectman, Designer und Vertreter der Stadtverwaltung zusammen, als der damalige US-Präsident James Monroe die Stadt besuchte. Beide Männer waren beinahe ohne Unterbrechung während des eine Woche dauernden Besuchs gemeinsam unterwegs, und einige Monate später ernannte Monroe Bulfinch im Jahr 1818 zum Nachfolger von Benjamin Latrobe als Architekt des Kapitols in Washington, D.C., das durch die Briten im Jahr 1814 teilweise niedergebrannt worden war. In dieser Position erhielt er ein jährliches Einkommen in Höhe von 2.500 US-Dollar zuzüglich Spesen.
Als Commissioner of Public Building vollendete Bulfinch die Flügel sowie den zentralen Teil des United States Capitol, entwarf dessen Westansicht sowie den Portikus und gab der ursprünglich hölzernen Kuppel sein eigenes Design, das jedoch Mitte der 1850er Jahre durch die heutige Kuppel aus Gusseisen ersetzt wurde. 1827 wählte ihn die National Academy of Design in New York zum Ehrenmitglied (Honorary NA). 1829 vollendete er 36 Jahre nach der Grundsteinlegung den Bau des Kapitols. Während seiner Zeit in Washington zeichnete Bulfinch ebenfalls Pläne für das State House in Augusta (1829–1832).
Im Jahr 1830 kehrte er nach Boston zurück, wo er am 15. April 1844 starb und auf dem King’s Chapel Burying Ground begraben wurde. Sein Grab wurde später allerdings zum Mount Auburn Cemetery in Cambridge verlegt.
Im Jahr 1943 wurde ein US-amerikanischer Liberty-Frachter mit dem Namen SS Charles Bulfinch in Dienst gestellt und 1971 verschrottet.

## Ausgewählte Arbeiten

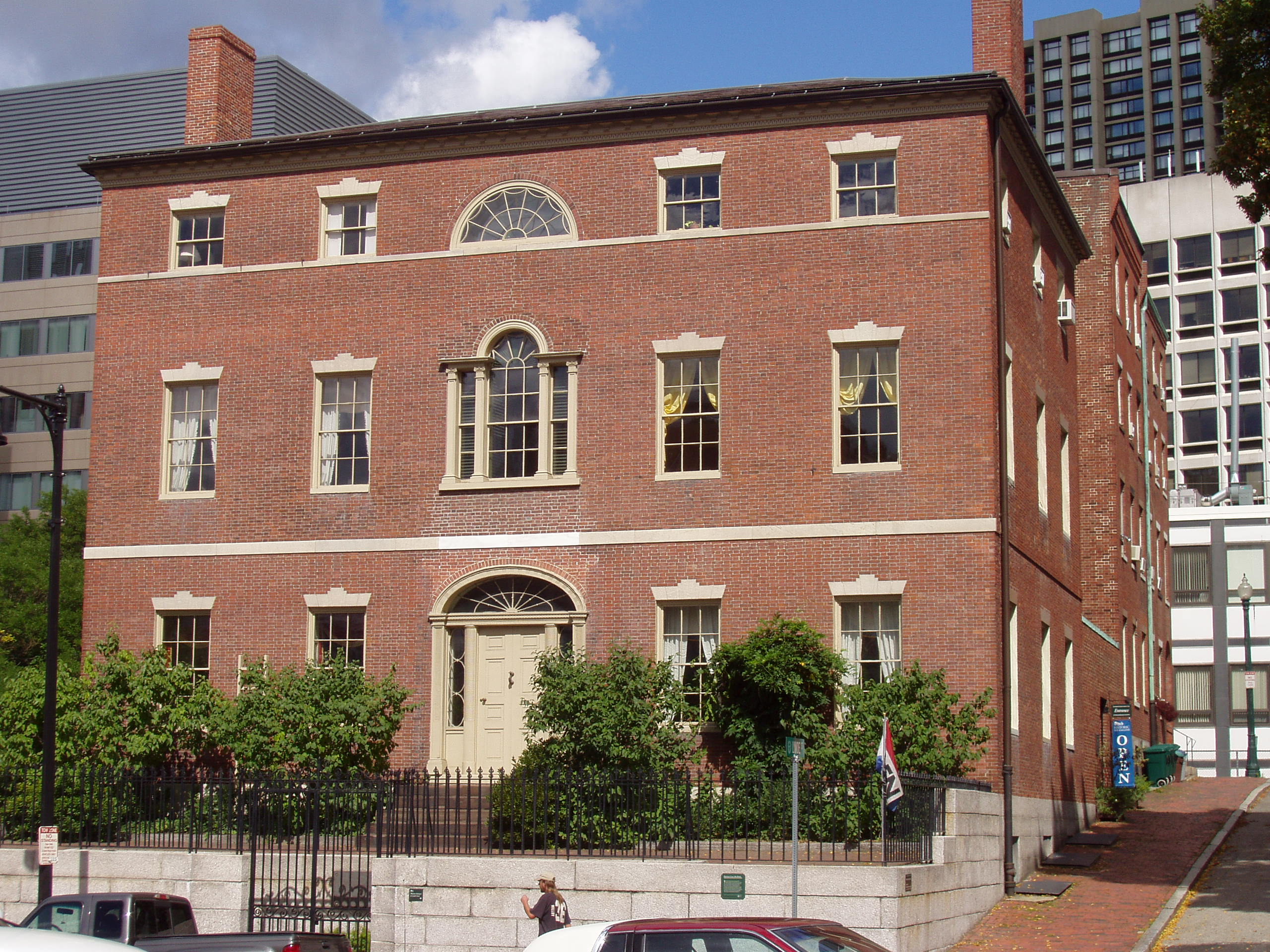
Erstes Haus von Harrison Gray Otis, 141 Cambridge Street
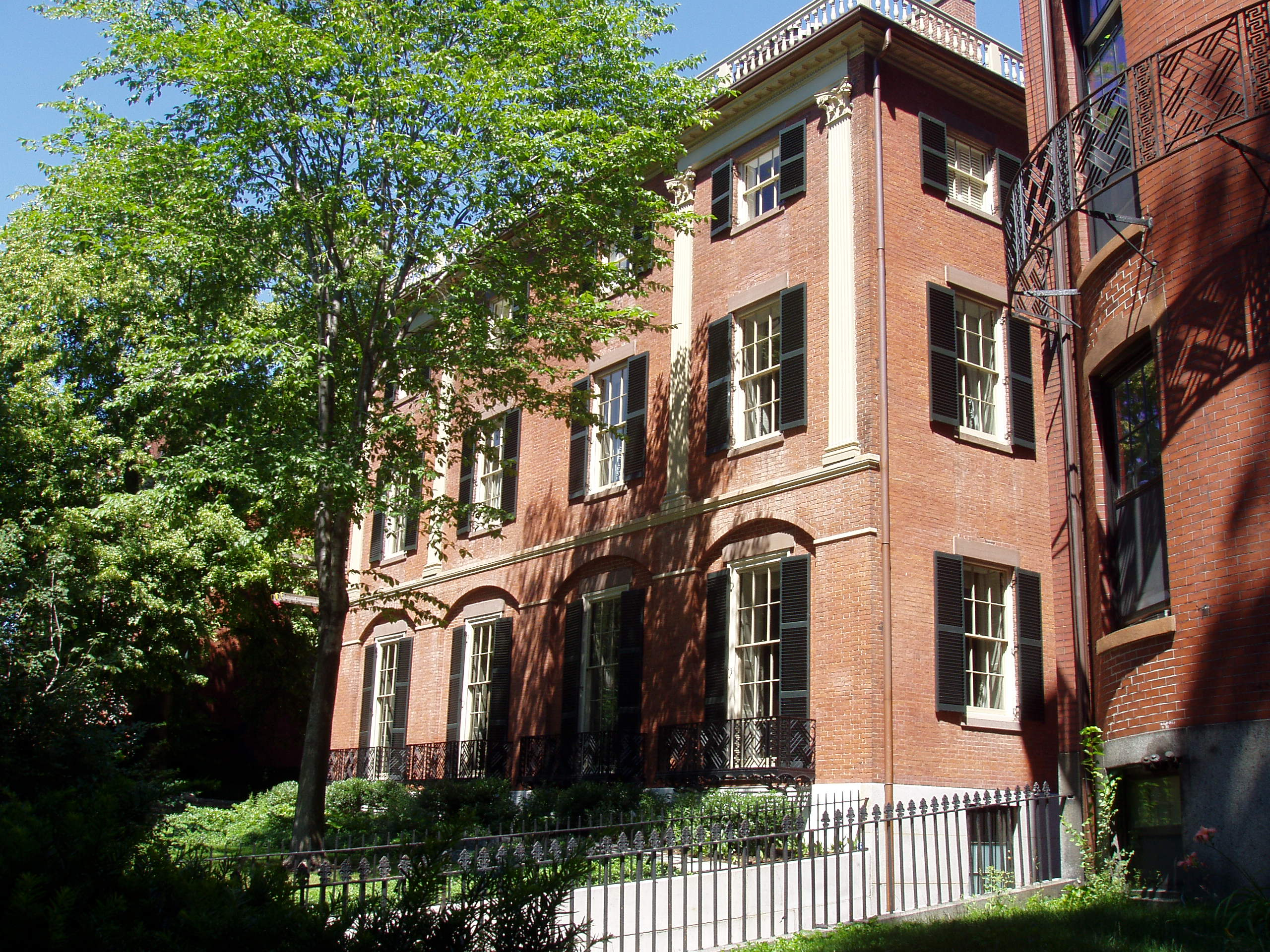
Zweites Haus von Harrison Gray Otis, 85 Mount Vernon Street
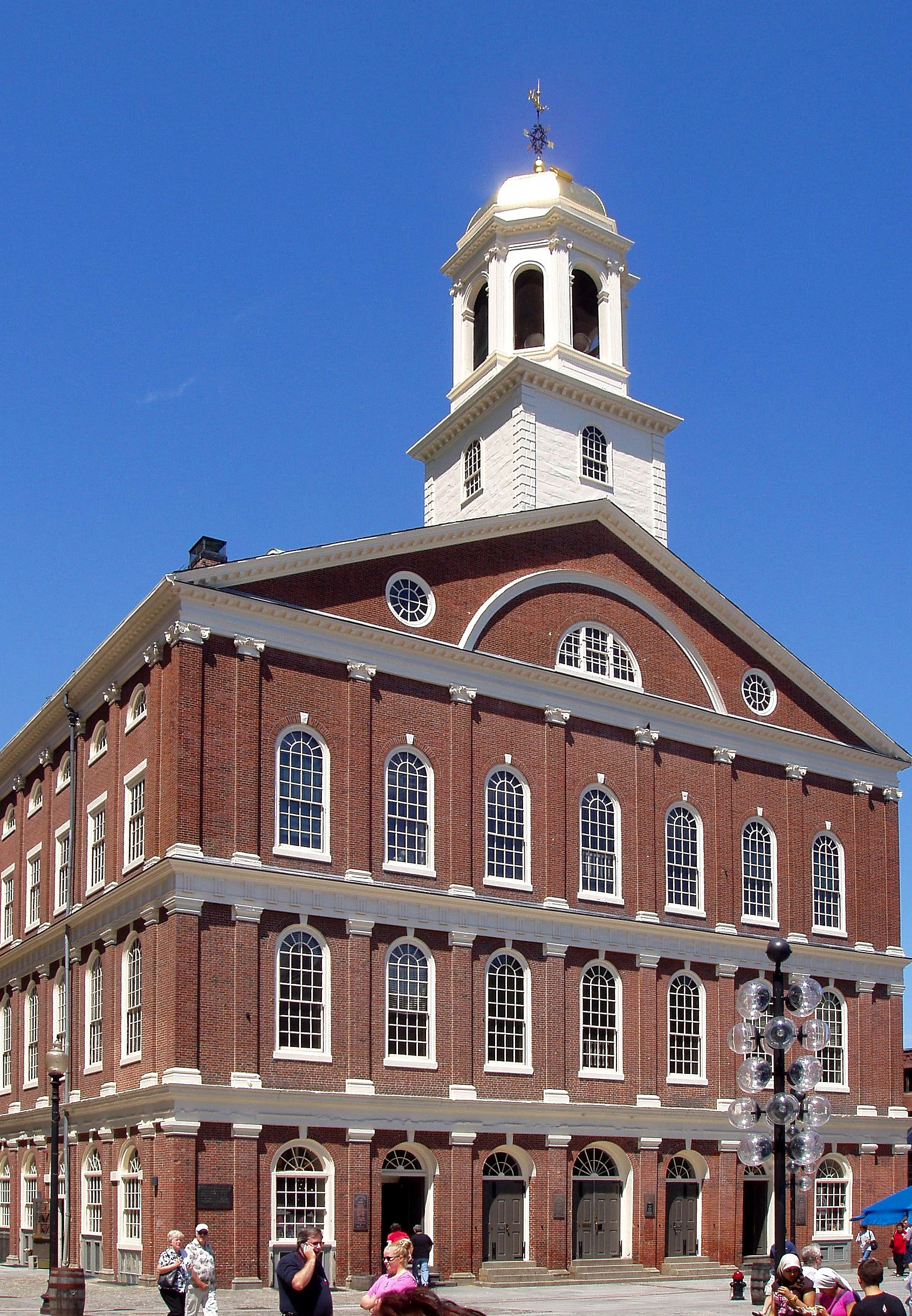
Erweiterung der Faneuil Hall
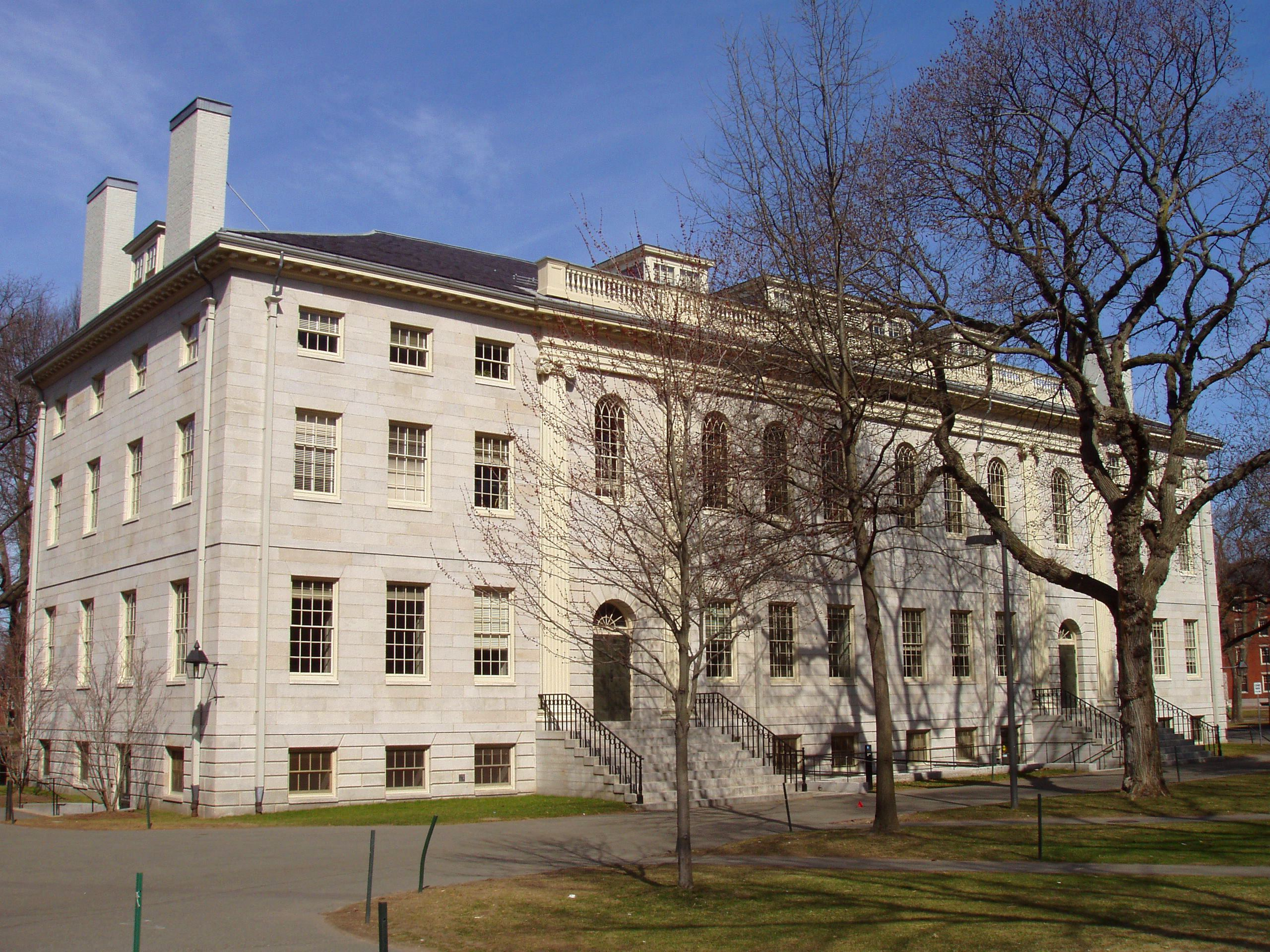
Die University Hall der Harvard University
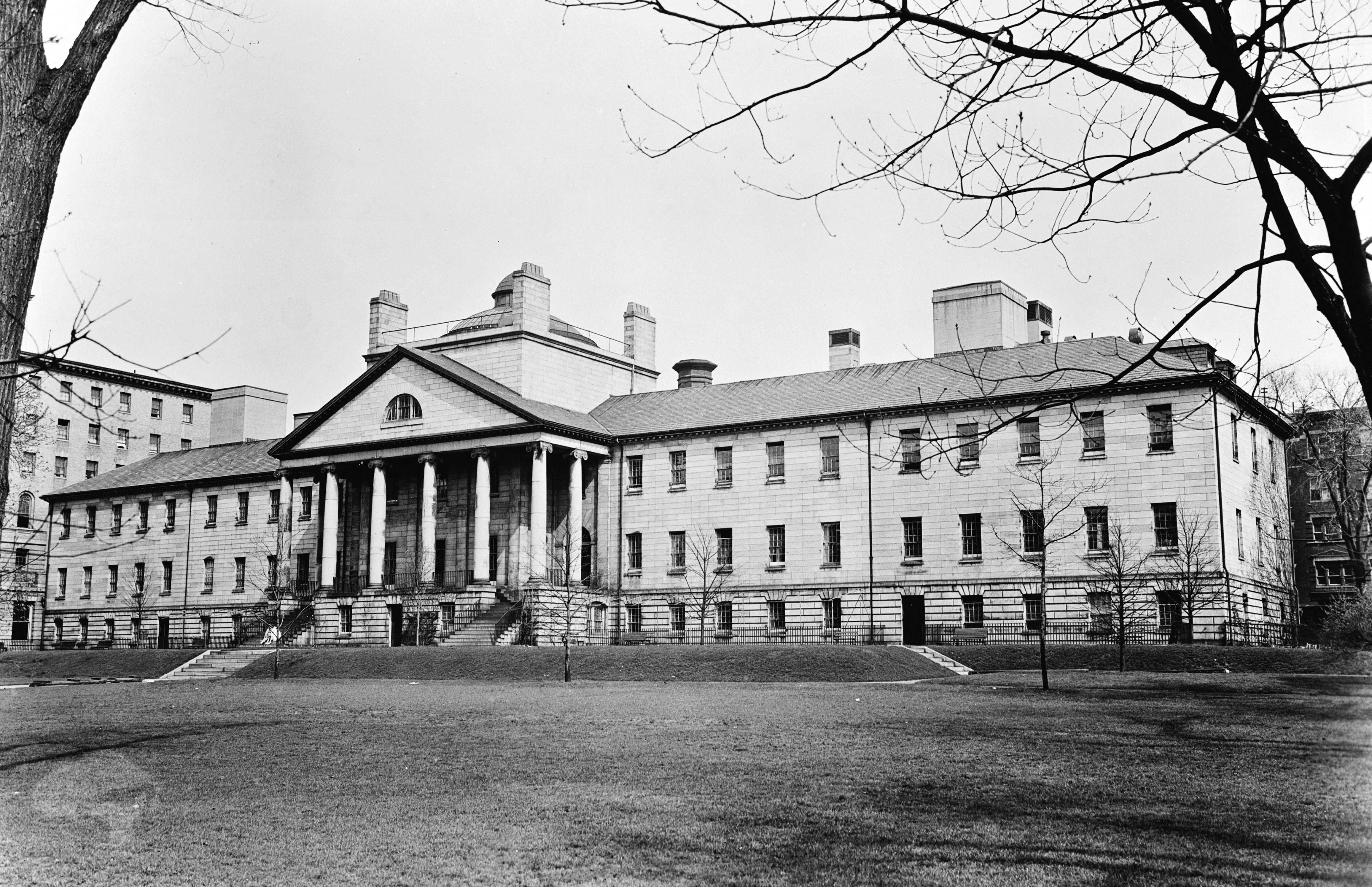
Das Massachusetts General Hospital
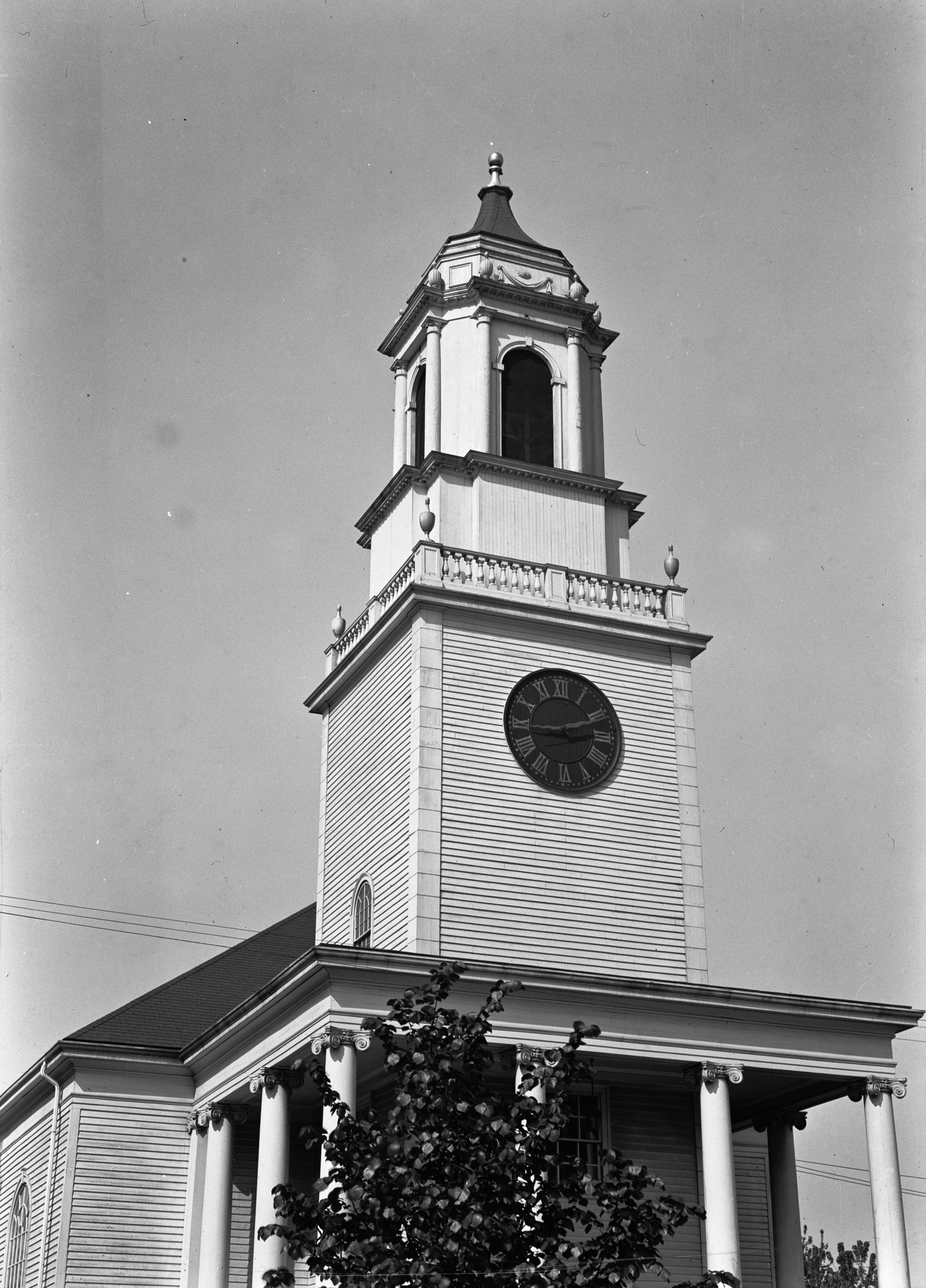
Ehemaliger Glockenturm auf dem Boylston Market in Arlington
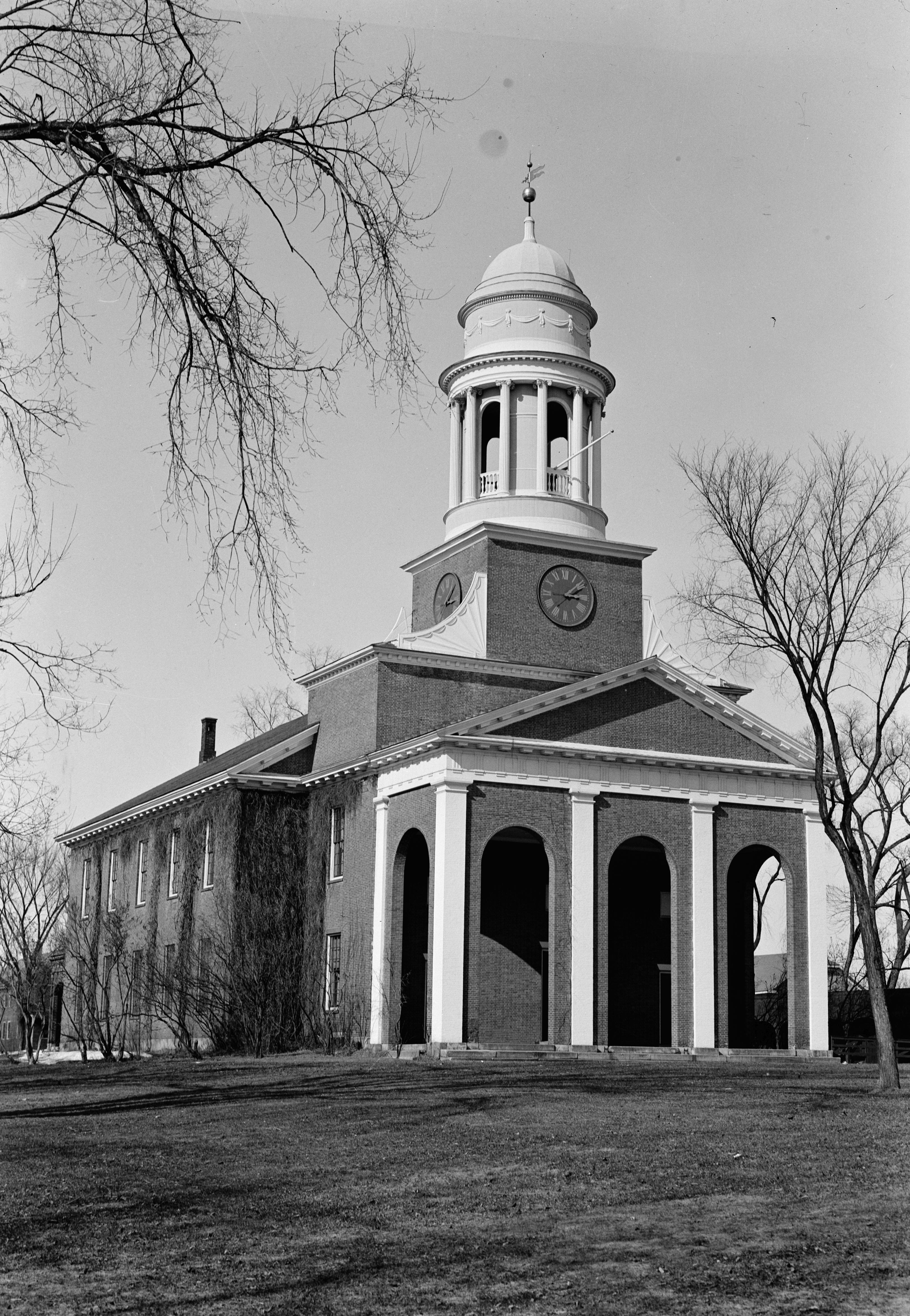
Die First Church of Christ in Lancaster
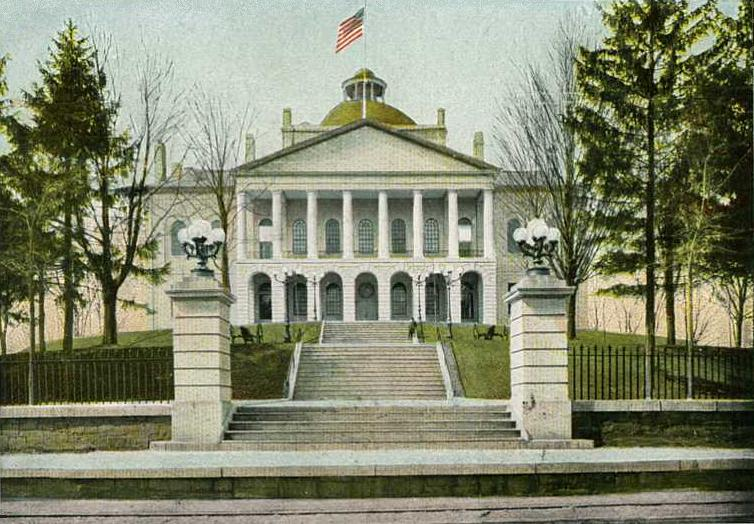
Das Maine State House in Augusta
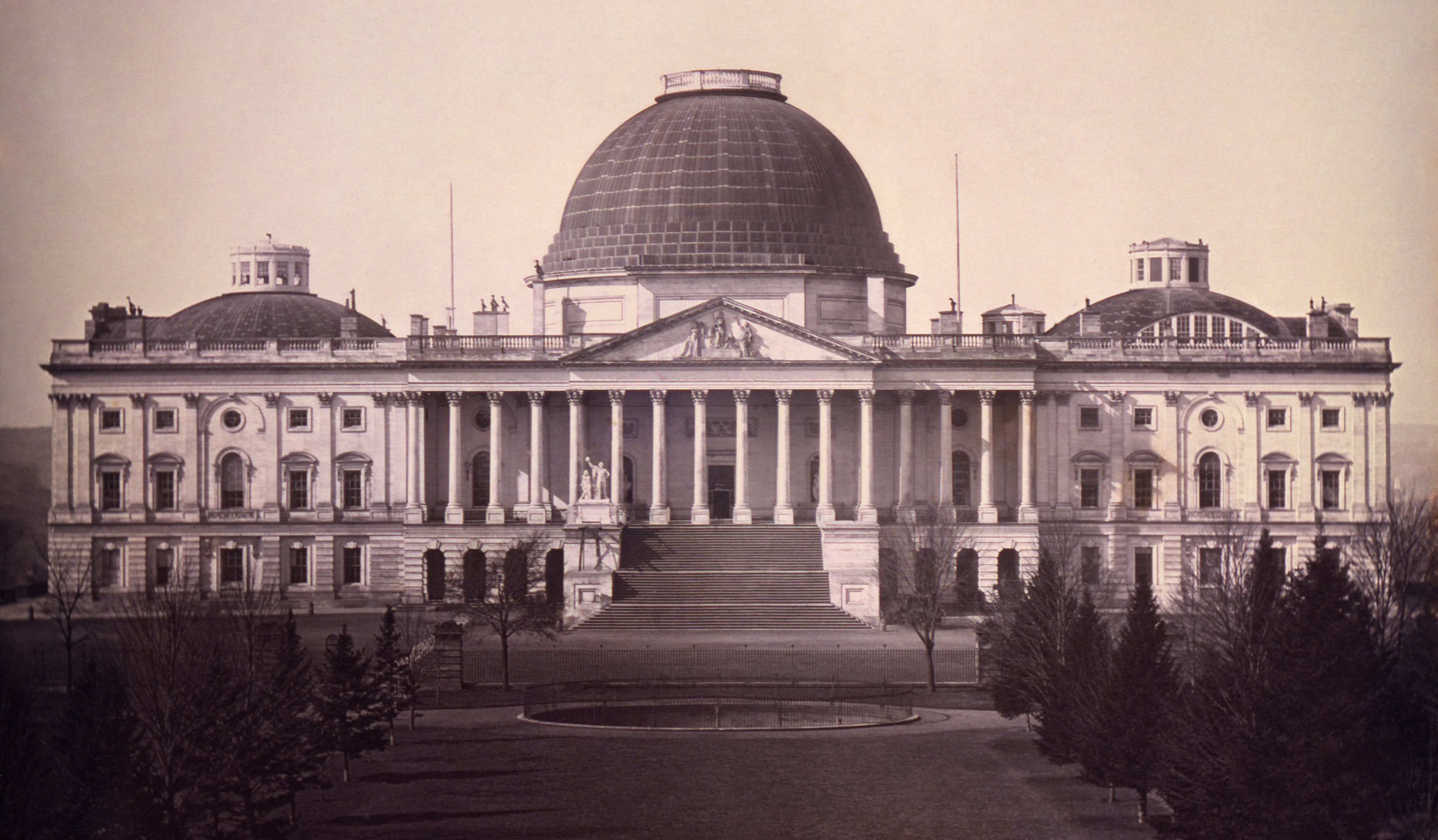
Das United States Capitol, 1846
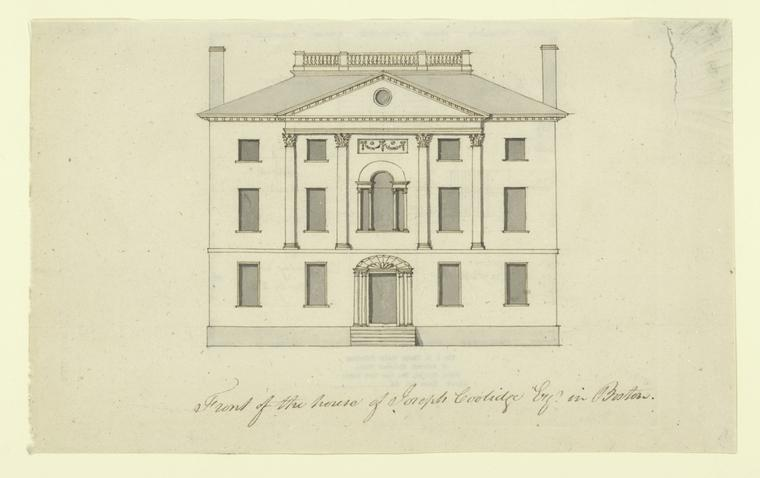
Das Haus von Joseph Coolidge, Boston, ca. 1792